# Distrito de Kanzaki
El distrito de Kanzaki (神崎郡 Kanzaki-gun?) es un distrito localizado en la prefectura de Hyōgo, Japón. En junio de 2019 tenía una población estimada de 41.741 habitantes y una densidad de población de 126 personas por km². Su área total es de 330,69 km².

## Localidades
- Fukusaki
- Ichikawa
- Kamikawa